# Tyt Kowalski
Tyt Kowalski (pol. Tytus Kowalski, ur. 1834, zm. 24 marca 1910 w Spasowie) – ksiądz greckokatolicki, poseł do Sejmu Krajowego Galicji V i VI kadencji.
Wyświęcony w 1860, początkowo był wikarym i administratorem parafii w Lublińcu, od 1864 proboszcz w Spasowie koło Tartakowa.